# Terminologia anatomică – Scheletul
Lista cuprinde termenii latini (codul A02), românești, englezi și francezi folosiți în descrierea scheletului uman conform Terminologiei Anatomice (TA) publicată în 1998 de către Comitetul Federativ de Terminologie Anatomică (FCAT) și Federația Internațională a Asociațiilor Anatomiștilor (FIAA). În 2011, Terminologia Anatomică a fost publicată on-line de către Programul Internațional Federativ pentru Terminologia Anatomică (FIPAT), succesorul lui FCAT. Terminologia Anatomica reprezintă un consens mondial a termenilor folosiți în anatomia umană.

## Termeni generali
| Codul        | Termenul latin                                | Termenul român                                                                             | Termenul englez                 | Termenul francez                                                                                    |
| ------------ | --------------------------------------------- | ------------------------------------------------------------------------------------------ | ------------------------------- | --------------------------------------------------------------------------------------------------- |
|              | Nomina generalia                              | Termeni generali                                                                           | General terms                   | Termes généraux                                                                                     |
| A02.0.00.000 | Ossa; Systema skeletale                       | Oase, Scheletul, Sistemul scheletic                                                        | Bones; Skeletal system          | Os, Système squelettique                                                                            |
| A02.0.00.001 | Pars ossea                                    | Partea osoasă, Oase                                                                        | Bony part                       | Partie osseuse                                                                                      |
| A02.0.00.002 | Substantia corticalis                         | Substanța corticală                                                                        | Cortical bone                   | Substance corticale                                                                                 |
| A02.0.00.003 | Substantia compacta                           | Substanța compactă                                                                         | Compact bone                    | Substance compacte, Os compact, Os haversien                                                        |
| A02.0.00.004 | Substantia spongiosa; Substantia trabecularis | Substanța spongioasă, Substanța trabeculară                                                | Spongy bone; Trabecular bone    | Substance spongieuse, Substance trabéculaire, Os spongieux                                          |
| A02.0.00.005 | Pars cartilaginea                             | Partea cartilaginoasă                                                                      | Cartilaginous part              | Partie cartilagineuse                                                                               |
| A02.0.00.006 | Pars membranacea                              | Partea membranoasă                                                                         | Membranous part                 | Partie membraneuse                                                                                  |
| A02.0.00.007 | Periosteum                                    | Periost                                                                                    | Periosteum                      | Périoste                                                                                            |
| A02.0.00.008 | Perichondrium                                 | Pericondru                                                                                 | Perichondrium                   | Périchondre                                                                                         |
| A02.0.00.009 | Skeleton axiale                               | Scheletul axial                                                                            | Axial skeleton                  | Squelette axial                                                                                     |
| A02.0.00.010 | Skeleton appendiculare                        | Scheletul apendicular, Oasele membrelor                                                    | Appendicular skeleton           | Squelette appendiculaire, Squelette des membres                                                     |
| A02.0.00.011 | Os longum                                     | Os lung                                                                                    | Long bone                       | Os long                                                                                             |
| A02.0.00.012 | Os breve                                      | Os scurt                                                                                   | Short bone                      | Os court                                                                                            |
| A02.0.00.013 | Os planum                                     | Os plat, Os plan                                                                           | Flat bone                       | Os plat                                                                                             |
| A02.0.00.014 | Os irregulare                                 | Os neregulat                                                                               | Irregular bone                  | Os irrégulier                                                                                       |
| A02.0.00.015 | Os pneumaticum                                | Os pneumatic                                                                               | Pneumatized bone                | Os pneumatique                                                                                      |
| A02.0.00.016 | Os sesamoideum                                | Os sesamoid                                                                                | Sesamoid bone                   | Os sésamoïde                                                                                        |
| A02.0.00.017 | Diaphysis                                     | Diafiză                                                                                    | Diaphysis                       | Diaphyse                                                                                            |
| A02.0.00.018 | Epiphysis                                     | Epifiză                                                                                    | Epiphysis                       | Épiphyse                                                                                            |
| A02.0.00.019 | Cartilago epiphysialis                        | Cartilaj epifizar, Cartilaj de conjugare                                                   | Epiphysial cartilage            | Cartilage épiphysaire, Cartilage de conjugaison, Cartilage conjugal, Cartilage diaphyso-épiphysaire |
| A02.0.00.020 | Lamina epiphysialis                           | Lamă epifazară, Placă epifizară, Cartilaj de creștere, Placă de creștere epifizară         | Epiphysial plate; Growth plate  | Lame épiphysaire, Plaque épiphysaire, Cartilage de croissance, Plaque de croissance                 |
| A02.0.00.021 | Linea epiphysialis                            | Linie epifazară                                                                            | Epiphysial line                 | Ligne épiphysaire                                                                                   |
| A02.0.00.022 | Metaphysis                                    | Metafiză                                                                                   | Metaphysis                      | Métaphyse                                                                                           |
| A02.0.00.023 | Apophysis                                     | Apofiză, Proces                                                                            | Apophysis                       | Apophyse, Processus                                                                                 |
| A02.0.00.024 | Tuber                                         | Tuberozitate, Tubercul                                                                     | Tuber; Tuberosity               | Tubérosité                                                                                          |
| A02.0.00.025 | Tuberculum                                    | Tubercul                                                                                   | Tubercle                        | Tubercule                                                                                           |
| A02.0.00.026 | Tuberositas                                   | Tuberozitate                                                                               | Tuberosity                      | Tubérosité                                                                                          |
| A02.0.00.027 | Eminentia                                     | Eminență                                                                                   | Eminence                        | Éminence                                                                                            |
| A02.0.00.028 | Processus                                     | Proces                                                                                     | Process                         | Processus                                                                                           |
| A02.0.00.029 | Condylus                                      | Condil                                                                                     | Condyle                         | Condyle                                                                                             |
| A02.0.00.030 | Epicondylus                                   | Epicondil                                                                                  | Epicondyle                      | Épicondyle                                                                                          |
| A02.0.00.031 | Crista                                        | Creastă                                                                                    | Crest; Ridge                    | Crête                                                                                               |
| A02.0.00.032 | Linea                                         | Linie                                                                                      | Line                            | Ligne                                                                                               |
| A02.0.00.033 | Incisura                                      | Incizură, Scobitură                                                                        | Notch                           | Incisure                                                                                            |
| A02.0.00.034 | Fossa                                         | Fosă                                                                                       | Fossa                           | Fosse                                                                                               |
| A02.0.00.035 | Sulcus                                        | Șanț                                                                                       | Groove                          | Sillon, Scissure                                                                                    |
| A02.0.00.036 | Facies articularis                            | Față articulară, Fețișoară articulară                                                      | Articular surface               | Surface articulaire, Face articulaire, Facette articulaire                                          |
| A02.0.00.037 | Cavitas medullaris                            | Cavitate medulară, Canal medular                                                           | Medullary cavity; Marrow cavity | Cavité médullaire, Canal médullaire                                                                 |
| A02.0.00.038 | Endosteum                                     | Endost                                                                                     | Endosteum                       | Endoste, Membrane médullaire                                                                        |
| A02.0.00.039 | Medulla ossium flava                          | Măduvă osoasă galbenă, Măduvă galbenă                                                      | Yellow bone marrow              | Moelle osseuse jaune, Moelle jaune                                                                  |
| A02.0.00.040 | Medulla ossium rubra                          | Măduvă osoasă roșie, Măduvă roșie                                                          | Red bone marrow                 | Moelle osseuse rouge, Moelle rouge                                                                  |
| A02.0.00.041 | Foramen nutricium                             | Gaură nutritivă, Orificiu nutritiv, Orificiu vascular, Gaură vasculară                     | Nutrient foramen                | Foramen nourricier, Trou nourricier, Trou vasculaire                                                |
| A02.0.00.042 | Canalis nutricius; Canalis nutriens           | Canal nutritiv                                                                             | Nutrient canal                  | Canal nourricier                                                                                    |
| A02.0.00.043 | Centrum ossificationis                        | Centru de osificare, Punct de osificare                                                    | Ossification centre             | Centre d’ossification, Point d’ossification                                                         |
| A02.0.00.044 | Centrum primarium ossificationis              | Centru de osificare primar, Punct de osificare primar                                      | Primary ossification centre     | Centre d’ossification primaire                                                                      |
| A02.0.00.045 | Centrum secundarium ossificationis            | Centru de osificare secundar, Punct de osificare secundar, Punct de osificare complementar | Secondary ossification centre   | Centre d’ossification secondaire                                                                    |

Oasele (A02.0.00.000) (lat. Ossa; en. bones; fr. os). Oasele sunt organ dure, rezistente, de culoare albă-gălbuie, formate din țesut osos, ansamblul cărora formează scheletul. Oasele sunt legate între ele prin articulații și mobilizate de mușchi. Ele sunt clasificate, în funcție de raporturile celor trei dimensiuni a lor (lungimea, lățimea și grosimea) în oase lungi, oase scurte și oase plate (plane).
Scheletul sau sistemul scheletic (A02.0.00.000) (lat. Systema skeletale, squeleton;  en. skeletal system, skeleton; fr. système squelettique, squelette). Scheletul reprezintă ansamblul oasele care formează osatura corpului. Scheletul servește ca organ de suport al părțile moi și formează veritabile pârghii pe care le mobilizează mușchii. Împreună cu articulațiile și mușchii el formează aparatul locomotor. Scheletul uman are circa două sute de oase (cu excepția oscioarelor auditive, oaselor mici sesamoide și oaselor wormiene.). Scheletul conține două grupe de oase: scheletul axial, scheletul apendicular. Scheletul axial este situat în axul corpului și este format din coloana vertebrală, toracele osos, oasele capului sau craniul. Scheletul apendicular este format din oasele membrelor.